# Ray Kroc
Ray Arthur Kroc (Oak Park, Illinois, 5. listopada 1902. - San Diego, Kalifornija, 14. siječnja 1984.) bio je osnivač McDonald's korporacije. S nadimkom "kralj hamburgera bio uključen i na popisu 100 najutjecajnijih ljudi 20. stoljeća u časopisu "Time". Tijekom svog života stekao je bogatstvo od 500 milijuna dolara.